# Eselbach (Brettach)
Der Eselbach ist ein etwa einen Kilometer langer Bach auf der Gemarkung der Gemeinde Rot am See im Landkreis Schwäbisch Hall im nordöstlichen Baden-Württemberg, der beim Dorf Brettheim der Gemeinde aus dem Nordnordosten kommend und von links in die obere Brettach mündet.

## Geographie

### Verlauf
Der Eselbach entsteht in einer von Äckern und Wiesen erfüllten Mulde etwa 1,5 km nordöstlich von Brettheim, die links vom Hügelwald um den Hirschberg (458,6 m ü. NN) gesäumt ist und rechts vom beackerten Hang der Feldgewanne Kloster und Stimpfich, der sich darüber noch etwas höher als links über die Weiße Höhe hinaufzieht. Der durchweg in einem begradigten Graben fließende Wasserlauf beginnt seinen Lauf auf etwa 432 m ü. NN im Rain zwischen zwei Feldern und läuft zunächst südwestlich. Nach etwa einem halben Kilometer wechselt er aus der Ortsteilgemarkung von Hausen am Bach in die von Brettheim, danach fließt er mehr und mehr südlich. Nach anfangs völlig kahlem Lauf steht nun auf etwa der Hälfte der unteren Laufhälfte Gehölz am Ufer. In zuletzt südlichem Lauf mündet er nach etwa 1,0 km auf etwa 422 m ü. NN im Gewann Eselsteg in die junge, ebenfalls begradigte Brettach, die hier eben ihren Rechtsbogen östlich um Brettheim schlägt.
Durchs Tal zieht am rechten Hang die L 1040 von Hausen am Bach nach Brettheim, ein ausgebauter Feldweg läuft am rechten Hangfuß vom zu Hausen gehörenden Klosterhof ebenfalls nach Brettheim.

### Einzugsgebiet
Der Eselbach entwässert etwa 0,4 km² nach Südsüdwesten zur Brettach, die im Unterraum Blaufelden-Gerabronner Ebene des Naturraums Östliche Hohenloher Ebene liegen. Die nördliche Wasserscheide liegt dicht am Lauf des längeren linken Oberlaufs Ortsbach des Rohrbachs, der im angrenzenden Unterraum Südwestliche Rothenburger Landwehr ostwärts zur Tauber zieht, hinter der östlichen, die durch den Hangwald über den schon zum Unterraum Rothberg-Ramholz-Rücken zählenden Hirschberg läuft, entspringt der Rohrbach selbst. Auf diesen zwei Seiten ist die Wasserscheide also zugleich Grenze zwischen den großen Einzugsgebieten von Neckar diesseits und Main jenseits. Vor der Westgrenze läuft der längere Rinnichgraben vom rechten Hang her zur Mulde, er wird dann aber kurz vor der Zumündung in den Eselbach im Graben eines nah begleitenden Feldweges zur Brettach geleitet.
Der Lauf des Eselbachs ist in der Talmulde umgeben von Umlagerungs- und Verschwemmungssedimenten mit einem weiten Spektrum an Korngrößen, über denen im lauflosen Obertal und auf den beidseitigen Hängen Gipskeuper (Grabfeld-Formation) ausstreicht.
Etwa die Hälfte des Einzugsgebietes ist Wald, er steht in einem Streifen im Osten im Anstieg zum Hirschberg, während in der offenen Flur die Äcker in der Talsohle überwiegen und sie den rechten Hang ganz bedecken. Es gibt nur einen Siedlungsplatz im Einzugsgebiet, den Hausener Klosterhof in der obersten Talmulde über dem Ursprung mit nur einer Hausnummer.
Allein ein weniger als hundert Meter langer Graben längs eines Feldwegstücks läuft dem Eselbach zu.

### LUBW
Amtliche Online-Gewässerkarte mit passendem Ausschnitt und den hier benutzten Layern: Lauf und Einzugsgebiet des Eselbachs

Allgemeiner Einstieg ohne Voreinstellungen und Layer: Daten- und Kartendienst der Landesanstalt für Umwelt Baden-Württemberg (LUBW) (Hinweise)
1. 1 2  Höhe nach dem Höhenlinienbild auf dem Hintergrundlayer Topographische Karte.
2. ↑  Länge nach dem Layer Gewässernetz (AWGN).
3. ↑  Einzugsgebiet abgemessen auf dem Hintergrundlayer Topographische Karte.

### Andere Belege
1. ↑  Wolf-Dieter Sick: Geographische Landesaufnahme: Die naturräumlichen Einheiten auf Blatt 162 Rothenburg o. d. Tauber. Bundesanstalt für Landeskunde, Bad Godesberg 1962. → Online-Karte (PDF; 4,7 MB)
2. ↑  Geologie nach den Layern zu Geologische Karte 1:50.000 auf: Mapserver des Landesamtes für Geologie, Rohstoffe und Bergbau (LGRB) (Hinweise)